# بارست
بارست (به فرانسوی: Barst) یک کمون (فرانسه) در فرانسه است که در موزل واقع شده‌است. بارست ۵٫۷۹ کیلومتر مربع مساحت دارد ۲۸۷ متر بالاتر از سطح دریا واقع شده‌است.